# 747 Winchester
747 Winchester هو كويكب، يقع ضمن حزام الكويكبات. اكتشف في 7 مارس 1913. وقد اكتشفه جويل هاستينغز ميتكالف.

## روابط خارجية
- 747 Winchester في قاعدة بيانات مختبر الدفع النفاث لأجرام النظام الشمسي الصغيرة

- الاكتشاف · مخطط المدار ·  العناصر المدارية · المعلمات المادية

- 747 Winchester على موقع ويكي سكاي: DSS2, SDSS, GALEX, IRAS, Hydrogen α, X-Ray, Astrophoto, Sky Map, Articles and images